# Mariano Montealegre y Romero
Mariano Montealegre y Romero fue un político nicaragüense, nacido en León, Nicaragua, en 1802, hijo de Mariano Ignacio de Montealegre, español de Granada, y Casimira Romero y Sáenz, originaria de Costa Rica. Era medio hermano del político y diplomático Mariano Montealegre Bustamante, primer Vicejefe de Estado de Costa Rica. Contrajo matrimonio dos veces, primero, en 1824 con doña Carmen Fuentes Sansón y luego al enviudar de ésta, veinte años después, casó en León de Nicaragua el 27 de noviembre de 1844 con doña Manuela Bárbara Lacayo Agüero, tataranieta del Gobernador de Nicaragua, Don José Antonio Lacayo de Briones y Palacios.  
Su descendencia ha sido objeto de varios escritos genealógicos, dado que de él descienden numerosos políticos y presidentes nicaragüenses, siendo su nieta la llamada primera dama del Liberalismo, Doña Angélica Balladares de Arguello, Mujer de las Américas y de Nicaragua, en 1959, y la única mujer que no siendo esposa de un jefe de Estado recibió la Medalla de Oro del Congreso, en 1969,  por sus múltiples obras en pro de los derechos de la Mujer y de los menos favorecidos. 
Hombre de gran fortuna, donó al país, en 1858,   la Isla de Punta Ycaco, con la salvedad que ahí se construyera un puerto,  hoy el mayor del país, llamado Corinto.  Participó  activamente en política, siendo candidato a la presidencia de Nicaragua en las elecciones de 1870. Fue Ministro Plenipotenciario de Nicaragua ante la Santa Sede y en Costa Rica, donde firmó en 1869 los tratados Jiménez-Montealegre. 
Murió en Chinandega, Nicaragua, en 1884.
- Datos: Q5997852